# Villiersicometes wagneri
Villiersicometes wagneri är en skalbaggsart som först beskrevs av Pierre Émile Gounelle 1911.  Villiersicometes wagneri ingår i släktet Villiersicometes och familjen långhorningar. Inga underarter finns listade i Catalogue of Life.